# ناصر الدوسري (لاعب كرة قدم)
ناصر عيسى الدوسري (مواليد 19 ديسمبر 1998م) لاعب كرة قدم سعودي، يلعب في مركز الوسط مع نادي الهلال السعودي. عمل المدير الفني البرتغالي جارديم على تغير مركزه ليلعب في مركز الظهير الأيسر بديلا للاعب ياسر الشهراني، ارتبط مركز الظهير أكثر في ناصر الدوسري بعد إصابة ياسر الشهراني وبعد تألق ناصر في خانة الظهير بعدما ساعد في تسجيل سرع هدف على الإطلاق في 23 نوفمبر 2021 في دوري أبطال آسيا بعد 16 ثانية فقط ودفع فريقه للفوز 2-0 على بوهانج ستيلرز ليحقق لقبًا قاريًا رابعًا للهلال، لعب مع منتخب السعودية تحت 20 سنة، ثم مع المنتخب السعودي الأول.

## مسيرة اللاعب
اختير ضمن تشكيلة المنتخب السعودي الأول في كأس العالم 2022 في قطر.

## روابط خارجية
- ناصر الدوسري على موقع قاعدة بيانات كرة القدم.إي يو (الإنجليزية)
- ناصر الدوسري على موقع ناشيونال فوتبول تيمز (الإنجليزية)
- ناصر الدوسري على موقع Soccerway.com (الإنجليزية)
- ناصر الدوسري على موقع عالم كرة القدم.نت (الإنجليزية)